# 尹祐根
尹 祐根（ユン ウグン、Woo-Keun Yoon、1972年(昭和47年) 1月13日 - ）は、ロボット研究者、起業家、東北大学博士（工学）。肘のない伸縮式アームの協働ロボットを開発・販売していたベンチャー企業ライフロボティクスの創業者。ETS-VII搭載ロボットアームの遠隔操作実験、ハプティックインターフェース、RTミドルウェアやスキルトランスファー技術でも実績がある。
東北大学助手、クイーンズ大学ベルファスト訪問研究員、産業技術総合研究所研究員を経て、ライフロボティクスを創業。CTO、CEO、代表取締役を歴任。2018年にファナックが同社を買収後は、産総研主任研究員、サムスン電子グローバルテクノロジーセンター常務役員、SMC株式会社技術本部 部長、同 社長室長（部長）を歴任。epiST株式会社やウィズ・パートナーズのアドバイザー、mercari R4Dアドバイザリーボードメンバー、内閣府「日本版SBIR制度の見直しに向けた検討会」委員も兼任した。

## 来歴・人物

### 幼少期から修士課程まで
1972年1月、在日コリアン3世として兵庫県に生まれる。小学生時代はボーイスカウトに参加し、スイミングの選手でもあった。プラモデルやラジコンも好きで、プラモデルやアニメの影響でガンダムなどロボットにも興味を持つ。中学・高校では陸上競技に励み、中学では三段跳びで地域記録を出し、高校では棒高跳びの県強化選手にも選ばれた。
尹はロボットをやりたいと九州大学工学部動力機械工学科へ進学。しかし学部では熱力学の研究室に配属され、大学院修士課程でもロボット系の研究室に入れず、材料系の研究に取り組む。しかし尹はロボットの研究をするため東北大学の博士課程を受験し、合格。修士課程の研究と並行してロボット工学関係の授業を受け、将来に備えた。1998年3月、尹は九州大学大学院工学研究科を修了。

### ロボット研究へ
1998年4月、尹は東北大学大学院工学研究科航空宇宙工学専攻に進学し、内山勝の研究室に所属。翌年の1999年7月で中途退学し、8月から同研究室の助手に就任する。尹は宇宙開発事業団や東芝とも連携したETS-VII搭載ロボットアームの遠隔操作実験に参画。遠隔操作には制御対象から力がフィードバックされるハプティックインターフェースも用いた。
2001年、誘われて産業技術総合研究所（以下、産総研）の研究員に着任（当初は5年間の任期付研究員）。内山研究室の指導も仰ぎつつ、末廣尚士のもとでハプティックインターフェースの研究に従事。DELTA機構（DELTA（英語））の球面対偶を回転関節で置き換えた改良型DELTA機構に対する剛性解析や、それを元にした新型機の開発に取り組む。この技術は特許出願され、後年産総研で特許化された。2003年9月、論文博士として東北大学で博士（工学）の学位を取得する。
学位取得後の2003年10月より1か月、尹はクイーンズ大学ベルファストで訪問研究員を務める。その後は末廣尚士や北垣高成らのもとで、タスクスキル、スキルトランスファーの研究に従事。原子力委員会の評価のもとに文部科学省原子力試験研究費の援助を受けたプロジェクトで、オペレータがハプティックインターフェースで遠隔操作することにより、バルブの開け閉めや三極プラグの挿入などのスキルをロボットに獲得させた。尹は一連の研究でいくつかの賞を受賞する（#受賞歴の節も参照)。
2006年から常勤研究員になり、この頃から福祉関係のプロジェクトが始まる。車椅子に介助用アームが付いたもので、リスクアセスメントの結果、アームの肘が問題となる。機構設計を担当していた川渕機械技術研究所の川渕一郎から肘をなくすことを提案され、産総研と川渕機械技術研究所の共同で肘のないロボットアーム「RAPUDA」（ラピューダ）を開発。

### ライフロボティクスの創業
「RAPUDA」を実際に障害者の方に試してもらっていく中で、研究で終わらせずに実用化させることの必要性を意識。製品化を請け負ってくれる会社がなかったため、尹は2007年12月に産総研発ベンチャーとして自ら「ライフロボティクス株式会社」を設立。翌年1月に産総研技術移転ベンチャーの称号を得る。当初は代表取締役は他人に任せ、取締役CTOであった。
尹は他の研究員とスキルトランスファーやRTミドルウェア、冗長性のあるロボットアームの逆運動学の研究も実施しつつ、数年間は一人で、かつ無給でベンチャーの開発に取り組んだ。この間、2011年に改良された直動伸縮機構を開発し、特許出願（後の2013年12月20日に特許登録）。尹は協働ロボットの必然性も感じており、生産現場用の「NECO」（ネコ）も開発。オリエンタルモーターと共同で小型軽量のステッピングモータシステムも開発した。
2013年12月にテレビ番組で尹が取り上げられるとともに、2014年頃から協働ロボットが注目を浴び、村口和孝や百合元安彦といった投資家に評価されるようになり、資金集めが加速。2014年1月には産業技術総合研究所を休職し、ライフロボティクスに専念。代表取締役となり、CEOとCTOを兼ねる。スタッフも増え、生産現場用の肘のないロボットアーム「CORO」（コロ）を開発し、2015年秋の国際ロボット展で発表する。吉野家や日本ハムファクトリーといった食品メーカーや、化粧品メーカー、トヨタといった自動車メーカー、オムロンといった電機メーカーにも納入するようになり、一時は生産が追い付かないほどの売れ行きとなる。
しかし2018年2月にファナックが全株式を取得し、ライフロボティクスの持つ特許や研究技術にファナックの量産技術を生かし、信頼性や価格競争力を高めた商品を開発していくことを目的とし、ライフロボティクスはファナックの子会社となる。尹としては、事業や社員、顧客のためになるなら売却も厭わず、ファナックによる買収は「関係者全員にとってハッピーな結果だった」という。また、「CORO」はファナックの考える信頼性が確保されていなかったことから、顧客の要望に応じて一時的にファナックの協働ロボットに置き換えられ、ファナック基準の信頼性を確保するため設計から見直されることになった。

### ライフロボティクス売却後
尹はライフロボティクス代表取締役を任期とともに退任し、2018年度より産業技術総合研究所 情報・人間工学領域 主任研究員に復帰。情報・人間工学領域 研究戦略部 連携主幹を務め、人間情報研究部門にも所属する。2019年6月、産業技術総合研究所人工知能研究センターデジタルヒューマン研究チームの主任研究員に異動。さらにepiST株式会社やウィズ・パートナーズのアドバイザーや、mercari R4Dアドバイザリーボードのボードメンバー、内閣府「日本版SBIR制度の見直しに向けた検討会」委員も兼任していた。
2021年1月には産業技術総合研究所を退職し、同年2月から2024年4月までサムスン電子グローバルテクノロジーセンターの常務役員に着任。2024年6月よりSMC株式会社技術本部 部長。2025年4月からは同社社長室長（部長）に就任。

## 主な受賞歴

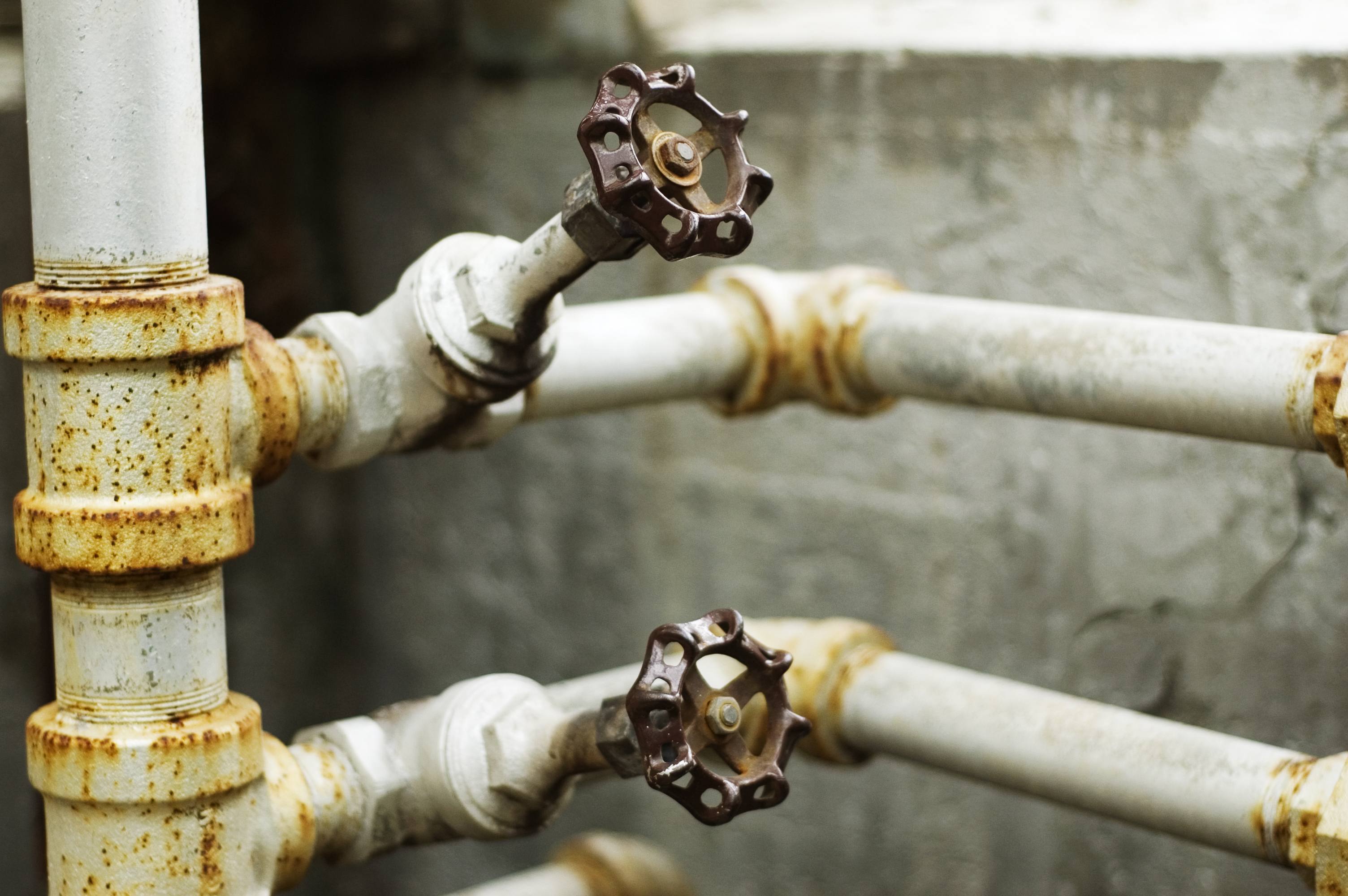
尹は写真のような丸バルブも人間が遠隔操作したロボットでスキルを獲得し、再現させた。尹はこの成果の学会発表で学会の部門若手奨励賞を受賞。他のタスクも含めた研究をまとめた論文で、財団の論文賞も受賞した。

- 2006年度 - 計測自動制御学会システムインテグレーション部門 2006年度部門若手奨励賞[33][注釈 9]
- 2007年度 - 計測自動制御学会システムインテグレーション部門 技術業績賞「RTミドルウエア開発および標準化推進チーム」として[58]
- 2009年度 - FA財団[注釈 10] 平成21年度論文賞（受賞論文は尹ほか 2007）[7]。
- 2016年 - Forbes Japan「日本の起業家ランキング2017」第9位、特別賞（Cutting Edge）[8]
- 2017年 - Forbes Japan「日本の起業家ランキング2018」第10位[9]

## 社会的活動
- 日本ロボット学会 - 正会員[6]
- 在日韓国科学技術者協会 - 理事[2]

## 主な著作

### 学位論文
- 『モデルベースト遠隔操作に関する研究』東北大学〈博士学位論文（乙第8380号）〉、2003年9月10日。

### 原著論文
- 「バーチャルレーダによる障害物情報提示システム」『日本ロボット学会誌』第19巻第4号、2001年、492-496頁。
- 「ETS-VII搭載マニピュレーターの遠隔操作時におけるマスタスレーブ方式と力ジョイスティック方式の比較」『日本機械学会論文集C編』第67巻第662号、2001年、3219-3226頁。
- 「ハプティックインタフェースを用いた技術試験衛星VII型搭載ロボットアームの遠隔操作」『日本ロボット学会誌』第19巻第4号、2001年、518-527頁。
- 「構造剛性解析に基づく改良型デルタ機構の設計」『日本機械学会論文集C編』第69巻第681号、2003年、1358-1365頁。
- 「パラレル機構の構造剛性解析」『日本機械学会論文集C編』第70巻第694号、2004年、1778-1786頁。
- 「バイラテラル遠隔操作を利用したタスクスキルトランスファー手法」『日本ロボット学会誌』第25巻第1号、2007年、155-165頁。
- 「関節の可動範囲を考慮に入れた7自由度冗長マニピュレータの解析的逆運動学解法」『日本ロボット学会誌』第25巻第4号、2007年、606-617頁。
  - Shimizu et.al. (October 2008). Analytical Inverse Kinematic Computation for 7-DOF Redundant Manipulators With Joint Limits and Its Application to Redundancy Resolution. IEEE Transactions on Robotics. 24(5): 1131-1141.
- 「再利用性の高いロボット作業技能の構築法」『日本機械学会論文集C編』第75巻第760号、2009年、3299-3306頁。

### 解説
- 「運動制御モジュールの遠隔操作システムへの応用」『日本ロボット学会誌』第27巻第2号、2009年、158頁。
- 「上肢に障害のある人の生活を支援するロボットアームRAPUDAに関する産総研の人間工学実験」『日本ロボット学会誌』第29巻第3号、2011年、255-256頁。
- 「ICFに基づく生活支援ロボット評価指標の開発」『計測と制御』第51巻第6号、2012年、524-529頁。
- 「上肢に障害のある人の生活を支援するロボットアームRAPUDA(ラピューダ)による自立支援」『バイオメカニズム学会誌』第37巻第2号、2013年、100-104頁。

### 著書（分担執筆）
- Uchiyama et.al. (March 2007). Design of a Compact 6-DOF Haptic Device to Use Parallel Mechanisms. Springer Tracts in Advanced Robotics: ROBOTICS RESEARCH (STAR 28). Springer-Verlag Berlin Heidelberg. pp.145-162. ISBN 978-3-540-48110-2.
- 『社会まるごとスマートシステム』 産業技術総合研究所 編、カナリア書房、2013年、ISBN 978-4778202453。
- 「移乗・入浴・食事などの介助支援・ロボット技術」、産業技術総合研究所ヒューマンライフテクノロジー研究部門 編『福祉技術ハンドブック ―健康な暮らしを支えるために―』 朝倉書店、2013年、270-275頁、ISBN 978-4-254-20152-9。

### インタビュー
- 「挑戦者 ライフロボティクス 代表取締役 CEO&CTO 尹祐根 人手不足という言葉を協働ロボでなくしたい」『日経ものづくり』第754号、2017年7月、4-8頁。
- 「協働ロボットCOROを通じて「人手不足」という言葉をなくす」『ロボット』第237号、2017年7月、25-27頁。
- 「Interview 尹祐根 ライフロボティクス社長 人手不足を技術で解決 人の隣で働く協働ロボット」『Boss』第33巻第2号、2018年2月、28-30頁。